# نادی‌برنی
نادی‌برنی (به مجاری:  Nagyberény) یک منطقهٔ مسکونی در مجارستان است که در ناحیه شیوفوک واقع شده‌است. نادی‌برنی ۲۳٫۱۴ کیلومتر مربع مساحت و ۱٬۲۹۵ نفر جمعیت دارد.